# Satch Sanders
Thomas Ernest Sanders, detto Satch (New York, 8 novembre 1938), è un ex cestista e allenatore di pallacanestro statunitense, professionista nella NBA e membro del Naismith Memorial Basketball Hall of Fame dal 2011 in qualità di contributore.

## Carriera
Venne selezionato dai Boston Celtics al primo giro del Draft NBA 1960 (8ª scelta assoluta).

## Statistiche

### NBA

#### Regular Season
| Anno       | Squadra        | PG  | PT | MP   | TC%  | 3P% | TL%  | RP  | AP  | PRP | SP | PP   |
| ---------- | -------------- | --- | -- | ---- | ---- | --- | ---- | --- | --- | --- | -- | ---- |
| 1960-1961† | Boston Celtics | 68  | -  | 15,9 | 42,0 | -   | 67,0 | 5,7 | 0,6 | -   | -  | 5,3  |
| 1961-1962† | Boston Celtics | 80  | -  | 29,1 | 43,5 | -   | 74,9 | 9,5 | 0,9 | -   | -  | 11,2 |
| 1962-1963† | Boston Celtics | 80  | -  | 26,9 | 45,6 | -   | 73,8 | 7,2 | 1,2 | -   | -  | 10,8 |
| 1963-1964† | Boston Celtics | 80  | -  | 29,6 | 41,7 | -   | 76,1 | 8,3 | 1,3 | -   | -  | 11,4 |
| 1964-1965† | Boston Celtics | 80  | -  | 30,7 | 42,9 | -   | 74,5 | 8,3 | 1,2 | -   | -  | 11,8 |
| 1965-1966† | Boston Celtics | 72  | -  | 26,3 | 42,8 | -   | 76,4 | 7,1 | 1,3 | -   | -  | 12,6 |
| 1966-1967  | Boston Celtics | 81  | -  | 23,8 | 42,8 | -   | 81,7 | 5,4 | 1,1 | -   | -  | 10,2 |
| 1967-1968† | Boston Celtics | 78  | -  | 25,4 | 42,8 | -   | 78,4 | 5,8 | 1,3 | -   | -  | 10,2 |
| 1968-1969† | Boston Celtics | 82  | -  | 26,6 | 43,0 | -   | 73,3 | 7,0 | 1,3 | -   | -  | 11,2 |
| 1969-1970  | Boston Celtics | 57  | -  | 28,4 | 44,3 | -   | 88,0 | 5,5 | 1,6 | -   | -  | 11,5 |
| 1970-1971  | Boston Celtics | 17  | -  | 7,1  | 36,4 | -   | 87,5 | 1,0 | 0,6 | -   | -  | 2,3  |
| 1971-1972  | Boston Celtics | 82  | -  | 19,9 | 41,0 | -   | 81,6 | 4,3 | 1,2 | -   | -  | 6,6  |
| 1972-1973  | Boston Celtics | 59  | -  | 7,2  | 31,5 | -   | 65,7 | 1,5 | 0,5 | -   | -  | 2,0  |
| Carriera   | Carriera       | 916 | -  | 24,2 | 42,8 | -   | 76,7 | 6,3 | 1,1 | -   | -  | 9,6  |

#### Playoffs
| Anno     | Squadra        | PG  | PT | MP   | TC%  | 3P% | TL%  | RP  | AP  | PRP | SP | PP   |
| -------- | -------------- | --- | -- | ---- | ---- | --- | ---- | --- | --- | --- | -- | ---- |
| 1961†    | Boston Celtics | 10  | -  | 21,6 | 49,3 | -   | 62,5 | 8,4 | 0,7 | -   | -  | 8,9  |
| 1962†    | Boston Celtics | 14  | -  | 31,4 | 43,1 | -   | 80,6 | 8,2 | 1,0 | -   | -  | 10,1 |
| 1963†    | Boston Celtics | 13  | -  | 29,8 | 43,7 | -   | 77,4 | 7,4 | 1,5 | -   | -  | 9,8  |
| 1964†    | Boston Celtics | 10  | -  | 30,2 | 36,2 | -   | 67,6 | 6,8 | 0,6 | -   | -  | 9,1  |
| 1965†    | Boston Celtics | 12  | -  | 30,4 | 42,1 | -   | 72,1 | 8,5 | 1,6 | -   | -  | 13,3 |
| 1966†    | Boston Celtics | 17  | -  | 29,4 | 48,3 | -   | 75,0 | 6,5 | 1,6 | -   | -  | 13,5 |
| 1967     | Boston Celtics | 9   | -  | 16,0 | 34,4 | -   | 40,0 | 4,8 | 0,6 | -   | -  | 4,9  |
| 1968†    | Boston Celtics | 14  | -  | 20,6 | 50,5 | -   | 76,2 | 4,5 | 0,9 | -   | -  | 8,3  |
| 1969†    | Boston Celtics | 15  | -  | 13,1 | 43,8 | -   | 74,2 | 3,2 | 0,5 | -   | -  | 5,8  |
| 1972     | Boston Celtics | 11  | -  | 16,9 | 32,1 | -   | 61,9 | 2,4 | 0,9 | -   | -  | 4,3  |
| 1973     | Boston Celtics | 5   | -  | 4,8  | 55,6 | -   | 0,0  | 1,0 | 0,2 | -   | -  | 2,0  |
| Carriera | Carriera       | 130 | -  | 23,5 | 43,6 | -   | 71,6 | 5,8 | 1,0 | -   | -  | 8,8  |

## Palmarès

### Giocatore
- Campionato NBA: 8

Boston Celtics: 1961, 1962, 1963, 1964, 1965, 1966, 1968, 1969
- NBA All-Defensive Team: 1

Second Team: 1969